# 中國酒文化

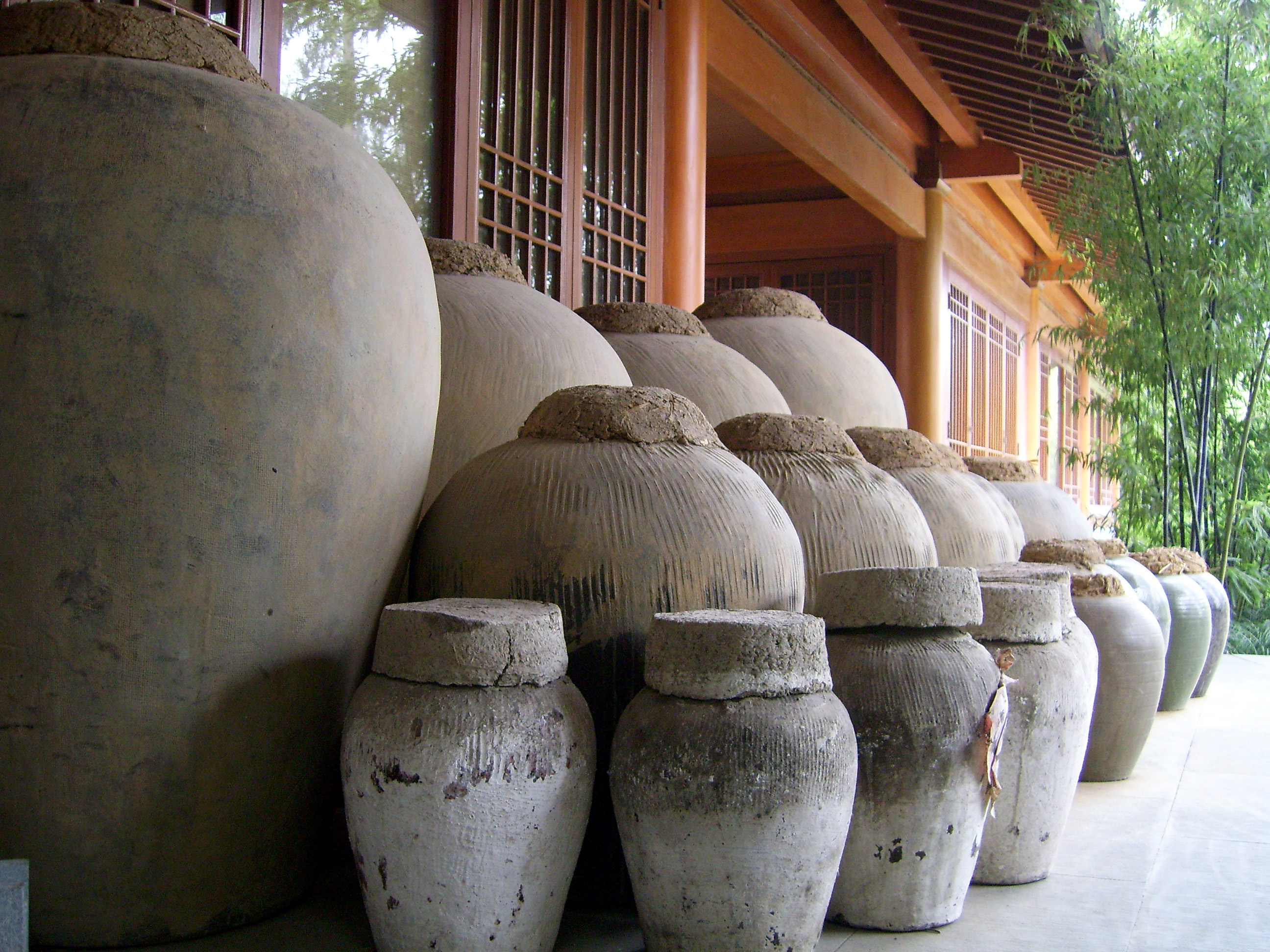
杭州曲苑风荷古法釀酒

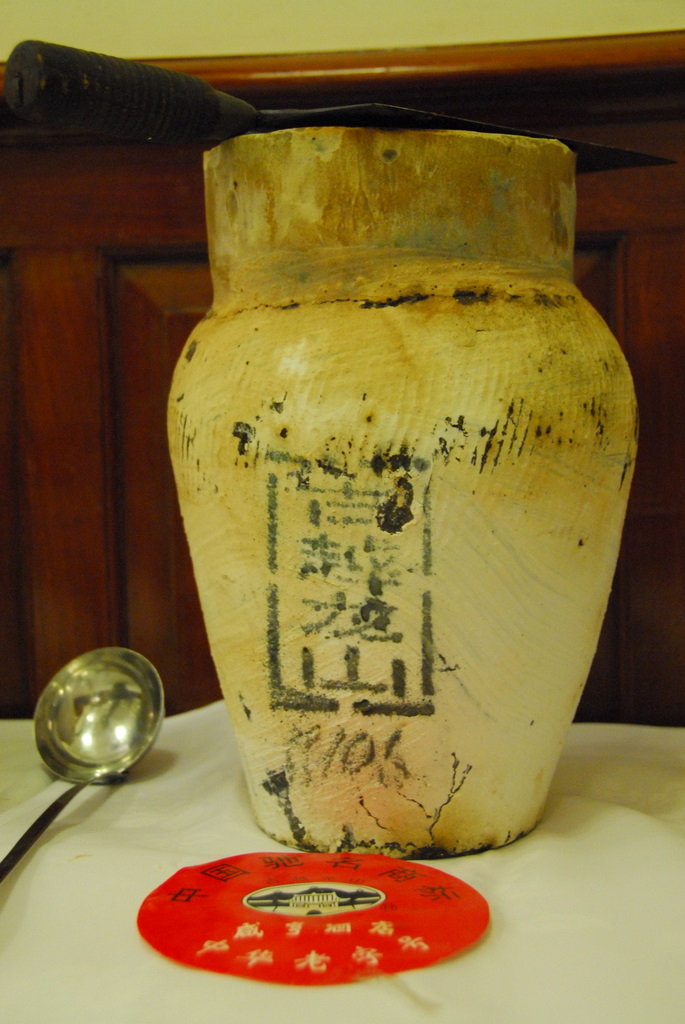
绍兴酒

飲酒是中國上古祭祀典禮之一，第一個造酒或發明酒的人已不可考，有儀狄與杜康兩說，後世多將杜康尊為酒神，造酒業也奉杜康為祖師爺，在文學中杜康兩字也成為酒的代名詞。
中國古代的酒又稱「醴」，傳統上多用果物製作，是一種甜度高、酒精濃度較低的飲料酒，因為味道甘甜所以常見古人愛飲酒，其實就類似現代人愛喝含糖飲料的習慣一樣，也因酒精濃度不高才會有千杯不醉之類的形容詞。日本自古以來受中華文化影響深遠，也保留許多古中華的文化典故，故在日本「醴」一字從古至今皆是甜酒的專稱，其他酒類都不能稱為醴。
中国在龙山文化时期出现了自然发酵的果酒；后来发展了将谷物糖化再酒化的技术；先秦时期出现了麯法酿酒；汉代以后发展了制麯技术；东汉引进了葡萄酒；宋代出现了药酒；元代、明代出现了用蒸馏法酿制的烧酒。中国酒文化源远流长，也是非常隆重高雅的食品，祭祀、会盟、祝捷、婚喪喜慶及欢聚迎送等场合均能見以酒慶賀助興或祭儀。

## 先秦三代

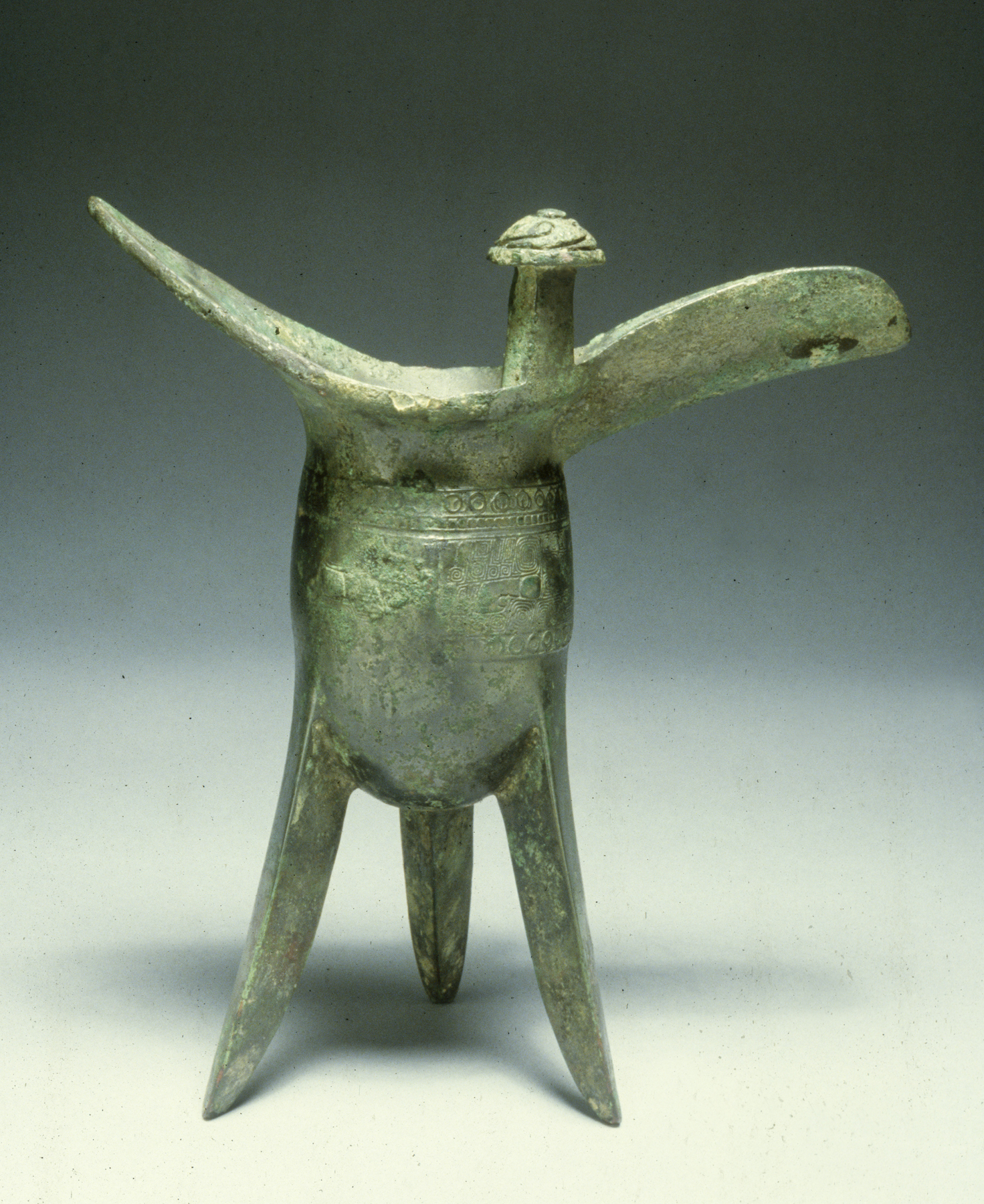
西漢酒器(爵)

儀狄是夏禹的一個屬下，天帝的女兒讓儀狄造酒獻大禹，大禹飲後覺得甘甜，但大禹很清楚喝酒會亡國，遂疏遠酒的發明者。《戰國策‧魏策》載：“儀狄作酒，禹飲而甘之，遂疏儀狄，而絕旨酒。曰：後世必有以酒亡其國者。”郭沫若在《中國史稿》中說：“相傳禹臣儀狄開始造酒，這是指比原始社會時代的酒更甘美濃烈的旨酒。”

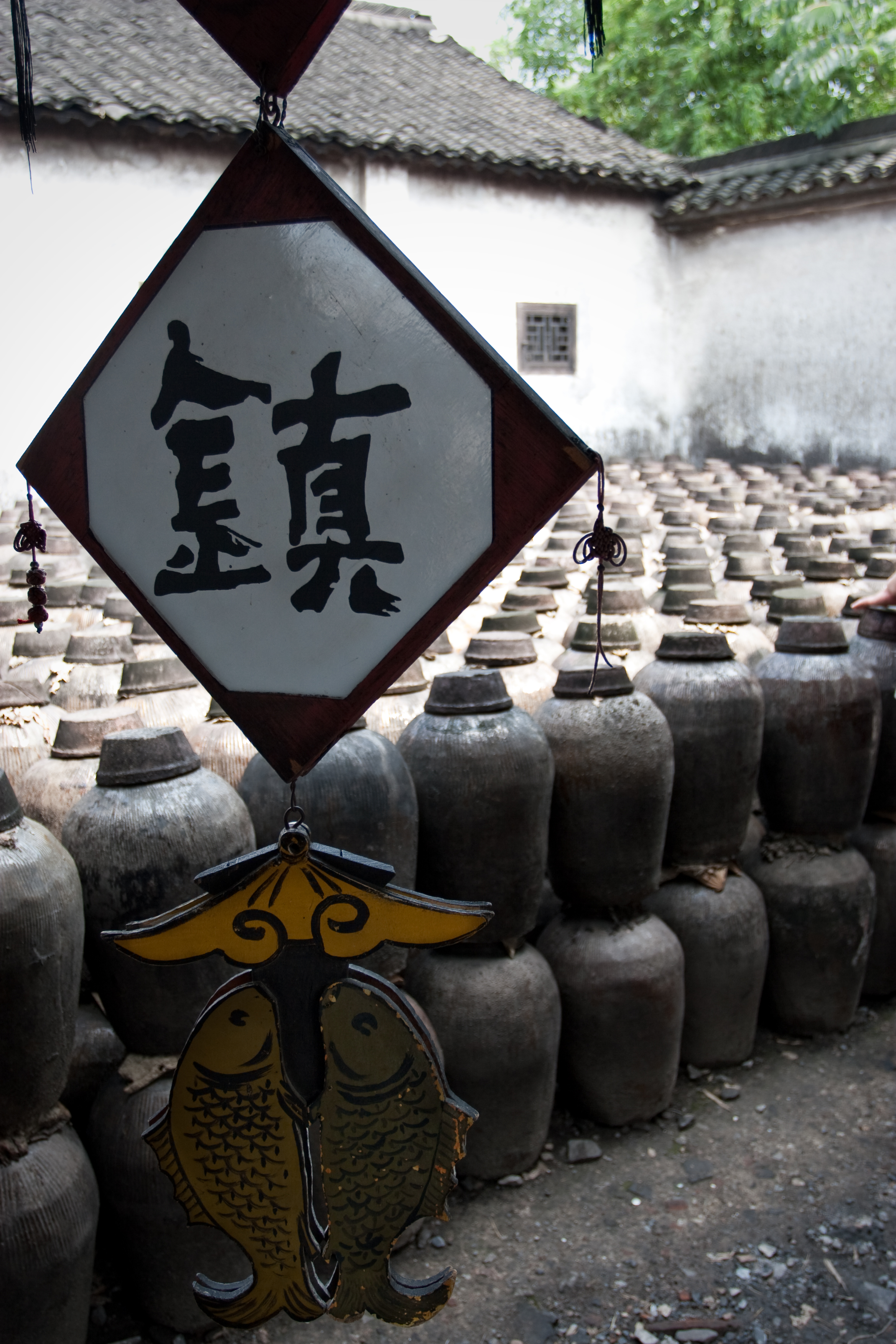
浙江西塘的米酒

《尚書》載商王武丁和他的大臣對話：“若作酒醪，爾惟麴櫱。”當時已能用酒麴來釀酒了。
夏桀與商紂都是因酒亡國。《通鑑前編》載：“桀作瑤台，罷民力，殫民財。為酒池糟堤，縱靡靡之樂，一鼓而牛飲者三千人。”
商朝有制定嚴懲官吏縱酒的法條：“敢有……酣歌於室，……臣下不匡，其刑墨。”
《周禮》有酒正、酒人、漿人等官職的記載，酒人“掌為五齊三酒，祭祀則共（供）奉之”，「酒正」是當時的酒官之長，《周官‧酒正》有五齊、三酒、四飲的記載。

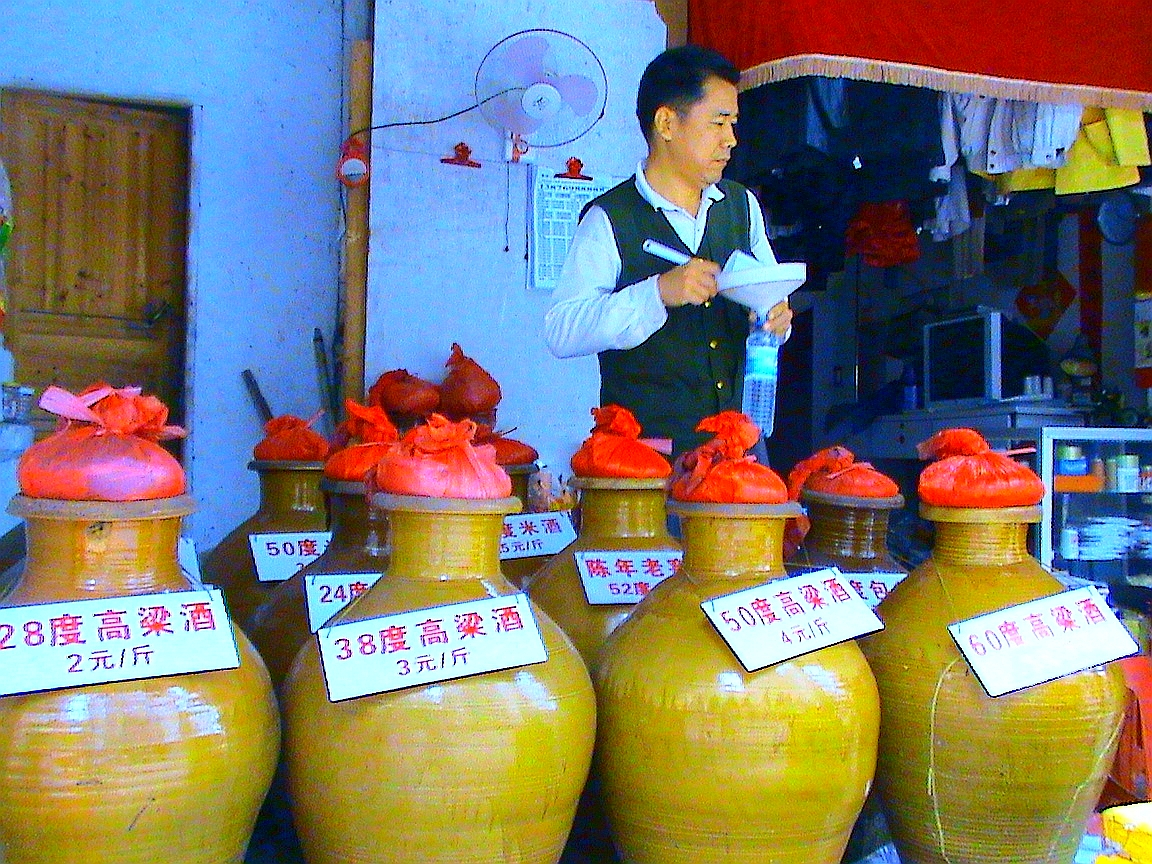
2009年湖南高粱酒

## 漢朝
張道陵建立五斗米道，設立有「二十四治」，治首即稱「祭酒」。
早期道教並不嚴格禁酒，道教戒律《老君想爾戒》亦無禁酒之戒。後期的道教吸收了佛教五戒（不殺生、不偷盜、不邪淫、不妄語、不飲酒）之說，開始嚴令飲酒，《教主重陽帝君責罰榜》便作出「四酒色財氣食葷，但犯一者，罰出」。
即便如此，往後的道家人物對酒仍無法忘情，長久以來，並無深刻執行戒酒紀律，但也提醒信徒喝酒不可過量。道教經典《太平經·丁部》則詳列出酒的害處，例如「凡人一飲酒令醉，狂脈便作」，「傷損陽精」，「或緣高墜，或為車馬所克賊」。酒醉之後，「或為奸人所得」，「縣官長吏，不得推理，叩胸呼天，感動皇靈，使陰陽四時五行之氣乖錯，復旱（干）上皇太平之君之治，令太和氣逆行」。
一說猿猴好酒。高诱在《淮南子》的《氾论篇》“猩猩知往而不知来”注：“猩猩……嗜酒，人以酒搏之，饮而不耐息，不知当醉，以禽其身”。李贤於《后汉书·西南夷传》“哀牢出猩猩”引《南中志》：“猩猩在此谷中，行无常路，百数为群。土人以酒若糟，设于路。又喜屩子，土人织草为屩，数十量相连结。猩猩在山谷，见酒及屩，知其设张者，即知张者先祖名字。乃呼其名而骂云：‘奴欲张我！’舍之而去。去而又还，相呼试共尝酒。初尝少许，又取屩子着之。若进两三升，便大醉。人出收之，屩子相连不得去，执还内牢中。人欲取者，到牢便语云：‘猩猩汝可自相推肥者出之。’竟相对而泣。”

## 晉朝
晉武帝時要舉任益洲监军人选，朝议用武陵太守杨宗及唐彬。徵詢散騎常侍文立，文立說：“唐彬貪財，而宗好酒”晉武帝認為“財欲可足，酒不可改。”遂用唐彬。
《晉書·孝武帝傳》載：“帝溺於酒色，為長夜之飲。末年，長星見，帝心甚惡之，於華林園舉酒祝之曰；‘長星勸汝一杯酒，自古何有萬歲天子邪！’”
《晉書·阮籍傳》描述阮籍：「嗜酒能嘯，善彈琴，當其得意，忽忘形骸。時人多謂之癡。」

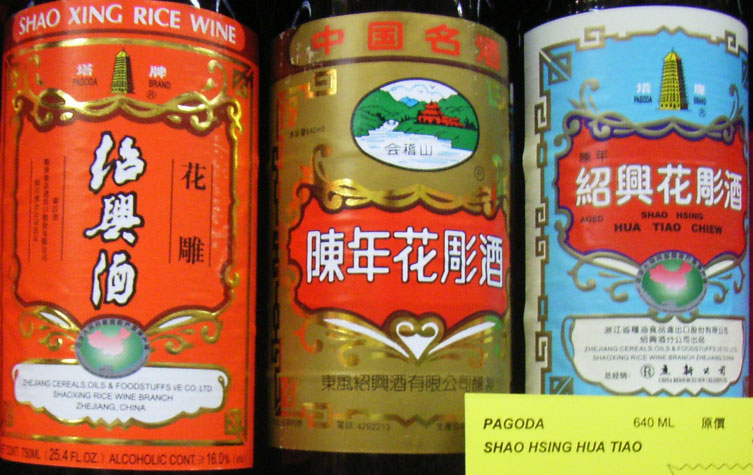
紹興花雕

## 唐朝
唐人好酒，《全唐詩》中與酒有關的詩句不知幾凡。唐時叫酒做「春」，《詩品》有「玉壺買春」之句。李白好喝酒，其詩寫酒甚多，最有名如《將進酒》：「人生得意須盡歡，莫使金樽空對月」《月下獨酌》寫道「花間一壺酒。獨酌無相親。舉杯邀明月。對影成三人。」
書法家張旭亦好酒。《舊唐書》載：「吳郡張旭善草書，好酒。每醉後，號呼狂走，索筆揮灑，變化無窮，若有神助。」《國史補》亦載：「旭飲酒輒草書，揮筆而大叫，以頭搵水墨中而書之。醒後自視，以為神異。」
《唐書·宗室宰相傳》載李適之好宴飲，每次喝酒一斗不醉。他夜裡飲酒作樂，白天辦公，卻絲毫沒有耽誤工作。杜甫在《飲中八仙歌》中提到「左相」就是李適之，李適之與賀知章、李進、崔宗之、蘇晉、李白、張旭，焦遂稱為「飲中八仙」。
开元四年唐玄宗有一次因醉酒而怒杀一人。赐绢五百匹给死者家属办丧事，并且从此戒酒，即使安史之亂後，韦倜將醸好的酒请玄宗品尝，玄宗不愿饮酒驱寒。司马光在撰写《资治通鉴》說戒酒小善，跟痛失江山比起來，小事一件。不值得记载下来。
唐肅宗乾元元年，「京師酒貴，肅宗以稟方屈，乃禁京城酤酒，期以麥熟如初。二年饑，復禁酤」 。
《新唐書．杜甫傳》寫杜甫在安史之亂中逃難四川，寄食於嚴武門下。一日杜甫醉酒，說：「嚴挺之乃有此兒！」嚴武大怒，要殺杜甫及梓州刺史章彝，被家人所止，但章彝還是被殺。

## 宋朝
宋代鼓勵飲酒以增財政收入，飲酒之風極盛。最常見的黃酒用稻米、黍米、玉米、小米、小麥等釀造（也有加紅花、紫草等使之變紅者），也是中國最早釀製的酒，商周即大量釀造。其他流行的有用大米與紅麴釀造的紅酒、用大米與白麴釀造的白酒、燒酒（用炭火燒烤成品酒，高溫殺菌以延長保存期限，並燒出糊香味）。果酒用各種水果釀造，常見珍貴的葡萄酒，或黃柑酒（柑橘釀製，宋朝初見）、梨酒、椰子酒等。
宋代已有蒸餾酒技術，吳悮的《丹房須知》中描述了蒸餾器抽汞器。北宋高僧贊寧的《物類相感志》載有能燃燒的酒“酒中火焰，以青布拂之自滅。”，可能是用發酵酒蒸餾所得。惟僧道製作的蒸餾酒秘不示人，尚未流行。到元朝才流行起中國燒酒。宋代一般百姓所飲多為低度的米酒、果子酒等濁酒，酒精濃度頂多10%左右。。皇室可喝到經長時間沉澱、或加入石炭，獲得的清酒。
建隆重二年三月宋太祖因酒失言，次日責己“沉湎於酒，何以為人！”，“沉湎非令儀”。
宋太宗太平興國七年五月詔諸州長吏：“今粟麥將登，宜及時儲蓄，其告諭鄉民，……不得以食犬彘及多為酒醪，……少年無賴輩相聚蒱博飲酒者，鄰里共執送官”
《續資治通鑑長編》卷八十載：宋真宗大中祥符六年三月，閤門奏後苑賞花曲宴，群臣有禮容懈惰者，真宗說：「飲之酒而責其盡禮，亦人所難也，宜且降詔戒諭之」
驸马許珏因事被貶至海南島，不久遇見蘇軾。蘇軾尝与許珏论南人酿酒之法，谓“未大熟，取其膏液，谓之酒子，率得十一，熟则反之醅中。”又作赋贈之，曰：“米为母，麴为父。蒸羔豚，出髓乳。怜二子，自节口。饷滑甘，辅衰朽。先生醉，二子舞。归瀹其糟，饮其友……”
司馬光〈訓儉示康〉家訓，提到賓客來訪，沒有不準備酒菜招待的，有時敬酒三巡，有時五巡，最多不過七巡。

## 明朝

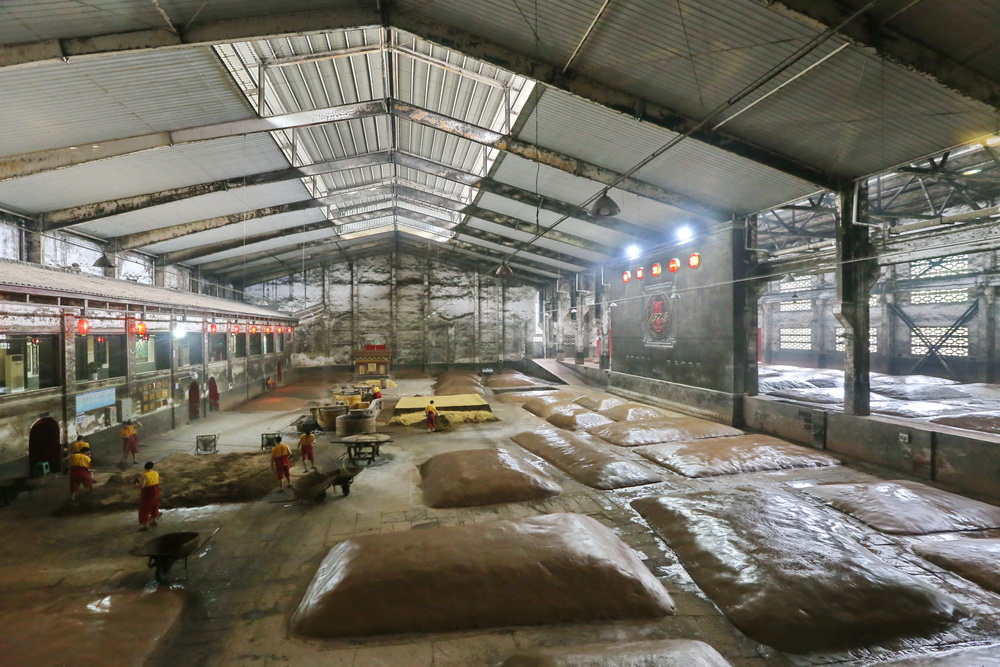
泸州老窖明代窖池

明太祖建立「鄉飲酒禮」，是鄉州鄰里之間定期的聚會宴飲，也是明代地方教化的機制，每年正月、十月各舉行一次。清順治時又重新舉行鄉飲酒禮。
顾玉停在《无益之谈》載:“长洲顾嗣立侠君，号酒王；武进庄楷书田，号酒相；泰州缪沅湘芷，号酒将；扬州方觐觐文无须，号酒后；太仓曹仪亮俦，年最少，号酒孩儿。此外，吴县吴士玉荆山，侯郑任钥鱼门，惠安林之浚象湖，金坛王澍箬林，常熟蒋涟檀人、蒋洄恺思，汉阳孙兰远亭，皆不严于将相。每会则耗酒数瓮，然既醉则欢哗沸腾，杯盘狼藉。”
一說猿會釀酒。李日华在《蓬栊夜话》載：“黄山多猿猱，春夏采杂花果于石洼中，酝酿成酒，香气溢发，闻数百步。野樵深入者或得偷饮之，不可多，多即减酒痕，觉之，众猱伺得人，必嬲死之。”屈大均亦说海南岛有“猿酒”。
李時珍在《本草綱目》記載燒酒的造法：“燒酒非古法也，自元時始創。其法用濃酒和糟，蒸令汽上，用器承取滴露，凡酸壞之酒，皆可蒸燒。近時惟以糯米或粳米或黍或大麥蒸熟，以普瓦蒸取。其清如水，味極濃烈，蓋酒露也。辛、甘、大熱、有大毒。過飲敗胃傷膽，喪心損壽，甚則黑腸腐胃而死。與姜、蒜同食，令人生痔。鹽、冷水、綠豆粉解其毒。”

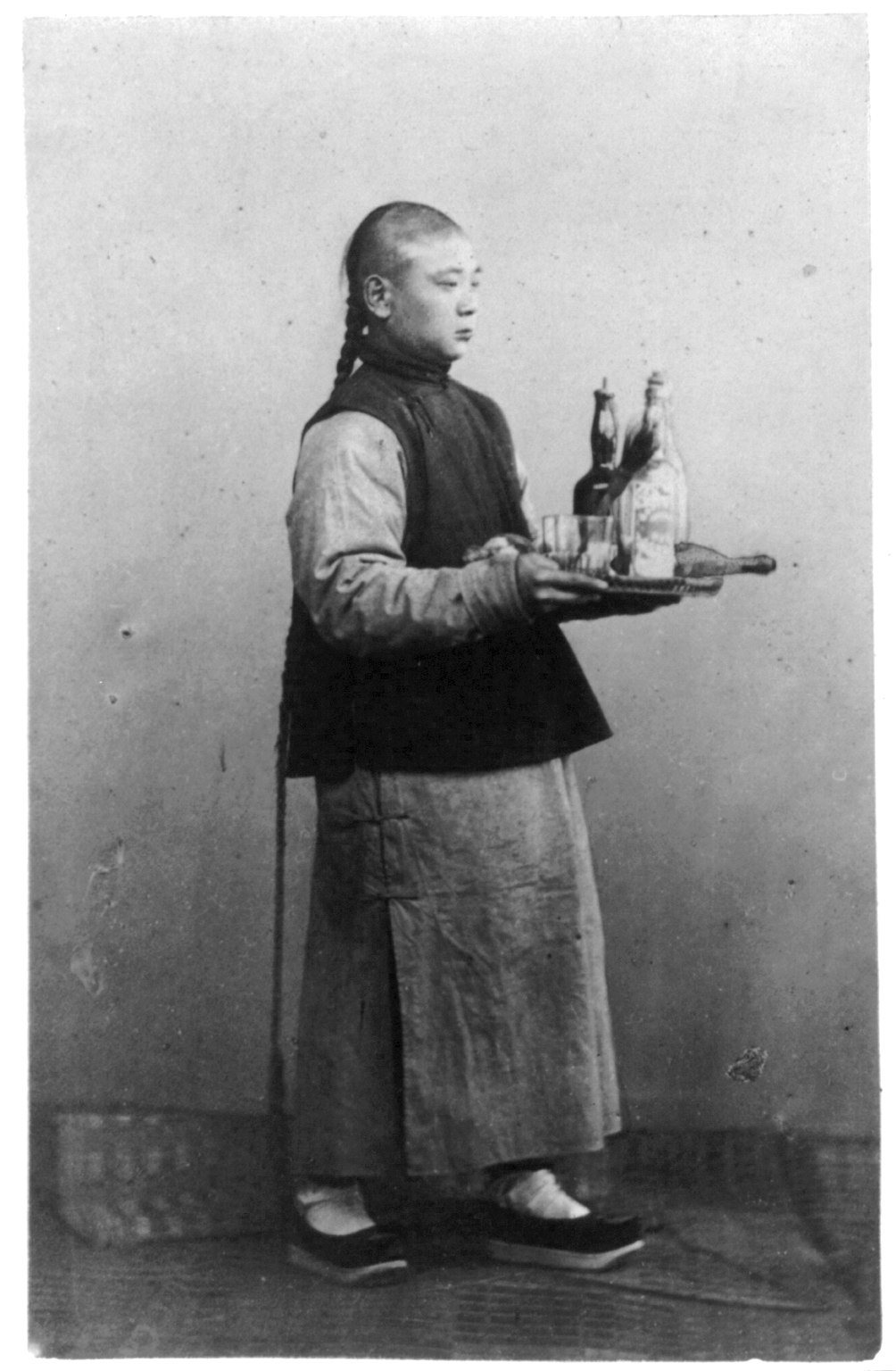
清朝端洋酒的店小二

## 清朝
清代趙執信官至「左贊善」，康熙二十八年（1689年）八月，应洪昇邀请，观演《长生殿》。黄六鸿弹劾趙執信在「國忌日」飲酒看戲。赵执信主动承担全部罪责，“余至考功，一身任之”，最後以“国恤张乐大不敬”的罪名革职除名。時人感叹：“秋谷才华向绝俦，少年科弟尽风流。可怜一曲长生殿，断送功名到白头。”

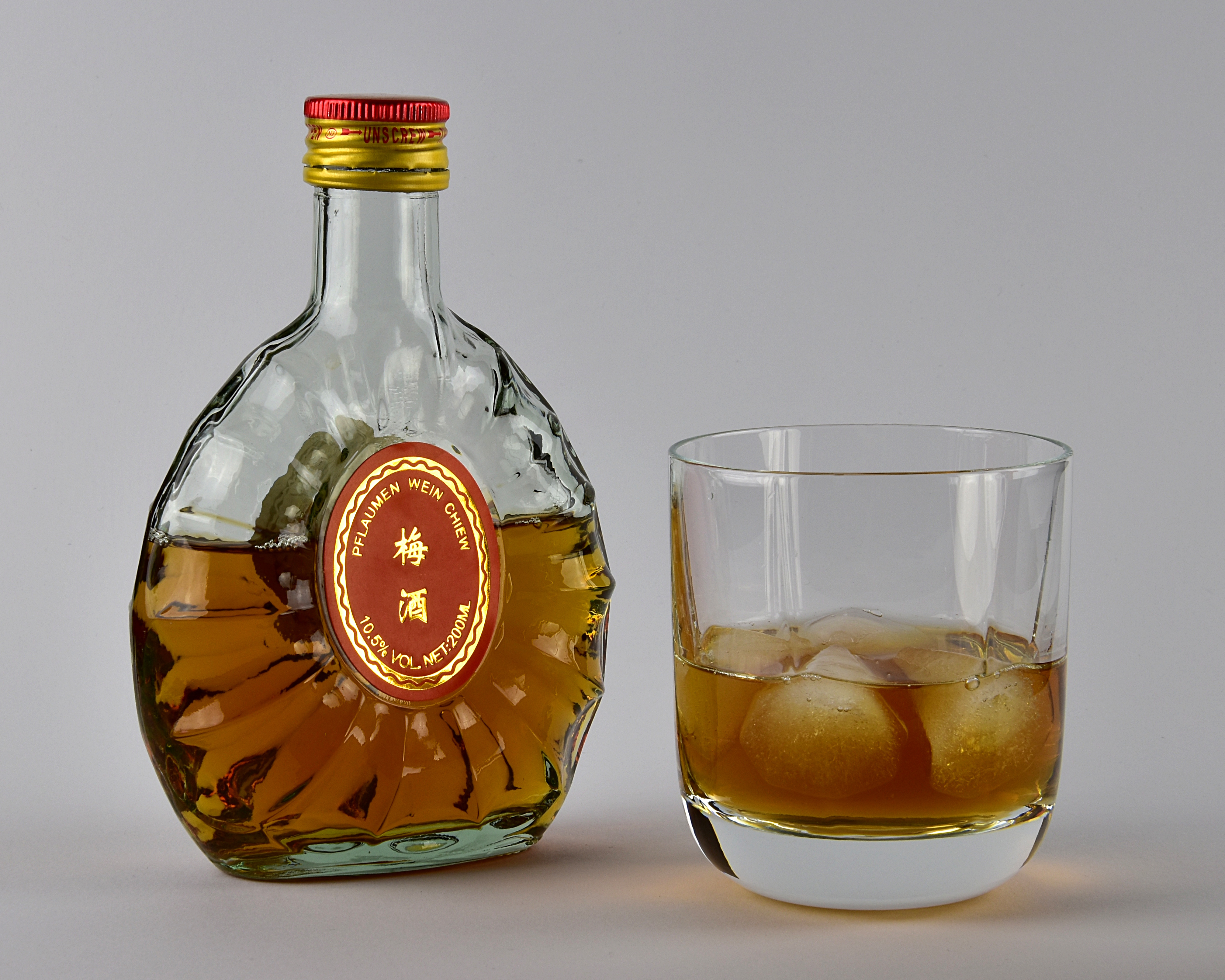
西式瓶裝的梅酒

苏州文人好饮酒，饮黄酒，唐代“饮中八仙”之一的张旭便是苏州人。清初如顾嗣立即有“酒帝”之称，他四處组织“酒人社”，以酒会友，曾与俞犀月、鲍孝一等舉行喝酒比賽，他在《四十生日自述诗》有：“爱客常储千日酒，读书曾破万黄金”。顾玉停《无益之谈》亦載“长洲顾嗣立侠君，号酒王；武进庄楷书田，号酒相；泰州缪沅湘芷，号酒将；扬州方觐觐文无须，号酒后；太仓曹仪亮俦，年最少，号酒孩儿。此外，吴县吴士玉荆山，侯郑任钥鱼门，惠安林之浚象湖，金坛王澍箬林，常熟蒋涟檀人、蒋洄恺思，汉阳孙兰远亭，皆不严于将相。每会则耗酒数瓮，然既醉则欢哗沸腾，杯盘狼藉。”
洪亮吉喝酒时，喜穿道士服，常在半夜前往朋友家中喝酒。其友人张问陶曾有诗稱：“车声一夜绕如环，处处敲门不肯还。欲向金吾求锁钥，大家乘月入西山”。
《清朝野史大觀》卷九〈清人藝苑〉中記載邱海石和丁野鶴一起飲酒，兩人劇飲，又意見不合，便互相「謾罵不已」。最後邱海石取劍要砍人，丁野鶴掉頭就跑。
蒲松齡《聊齋誌異》的《黃英》中記載馬子才去南京採購菊花，途中結識陶三郎和他的姐姐黃英。陶生好喝酒，醉酒後能化成菊花，在一次意外下死，後變成菊花，還有濃郁的酒味。
1915年美國為慶祝巴拿馬運河竣工而舉辦的舊金山巴拿馬萬國博覽會上，清廷派人帶上茅臺首次參展，從此茅臺名聲大振。茅台酒並與法國的干邑白蘭地、英國的蘇格蘭威士忌並列為世界的三大蒸餾酒。
曹雪芹喜歡喝花雕，其實是女兒紅，是一種珍藏十多年的陳釀。紹興人家裡生了孩子，等到孩子滿月時，就會選酒數壇，泥封壇口，埋于地下或藏於地窖內，生男叫狀元紅，生女叫女兒紅，中國晉代上虞人稽含《南方草木狀》記載：「女兒酒為舊時富家生女、嫁女必備之物」。若不幸女兒在未出嫁前過世就叫花雕。

## 中華民國
金門高粱酒、原住民小米酒為中華民國較具代表性的烈酒。

## 中華人民共和國
茅臺酒是中華人民共和國的「外交酒」。1990年，鄧小平用陳年茅臺款待美國前總統尼克松。尼克森曾盛讚「茅臺酒能治百病」。

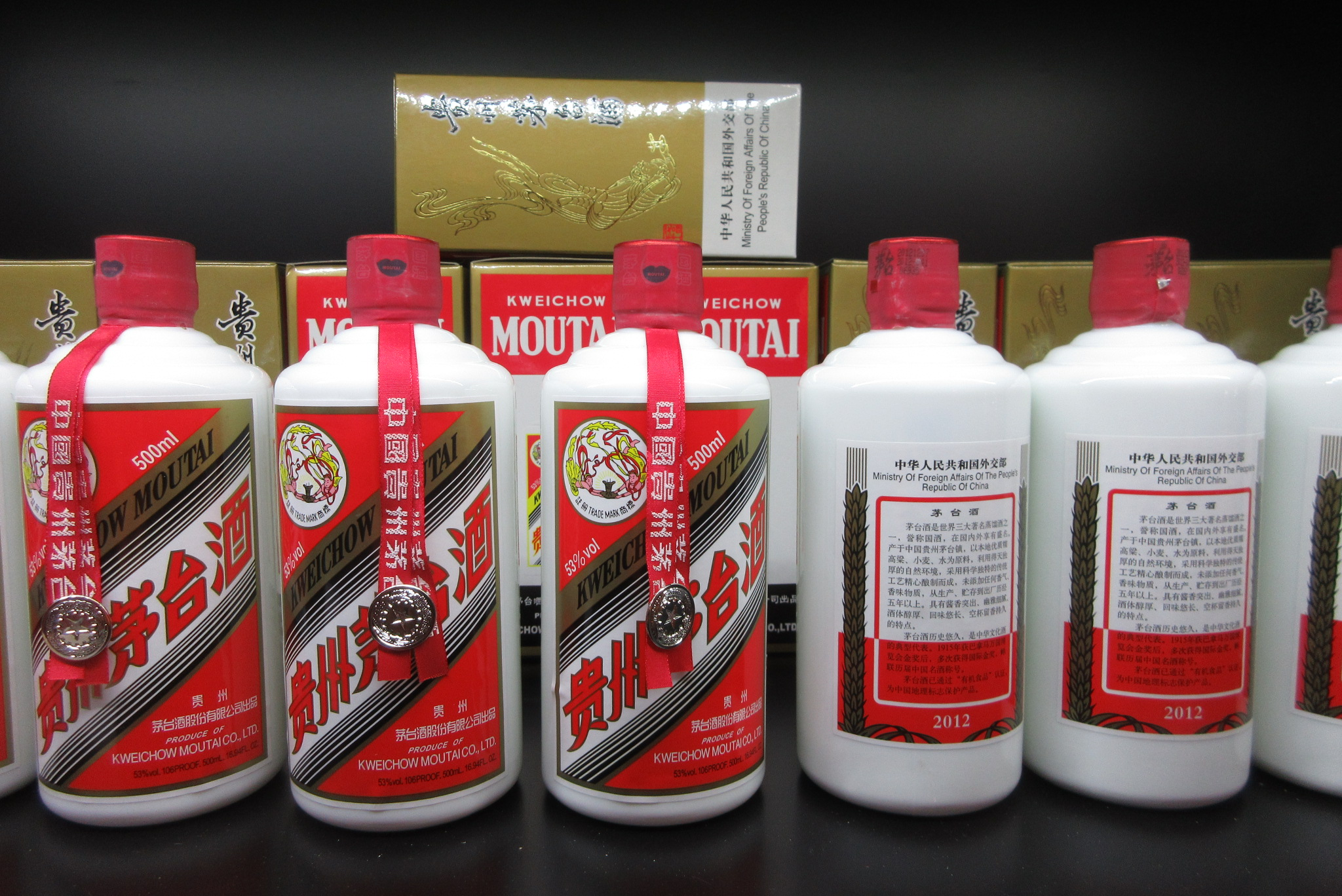
價格高昂的飛天茅台

陳從周稱：「中國文化，說到底一句話，園林、崑曲、黃酒。」
中國現代化之後，自國生產的洋酒如葡萄酒和啤酒也出現於中國酒品市場上，在國際的知名度也隨著改革開放而增加。據國家統計局數據，2018年全國規模以上酒類生産企業完成飲料酒總産量4985.3萬千升同比增長0.9%，但酒銷售收入7609.9億元同比增長10%，顯示酒類價格上漲開始往品牌化和奢侈化進軍，同時2018年全國規模以上飲料酒生産企業數量2427家，較上年減少223家表示開始優勝劣汰的併購往大型化發展。白酒産量第一為四川佔比將近三成。
| 酒類 | 第一 | 比重  | 第二 | 比重  | 第三 | 比重  | 第四 | 比重 | 第五 | 比重 |
| 白酒 | 四川 | 29.9% | 江蘇 | 5.8%  | 湖北 | 4.7%  | 北京 | 3.9% | 安徽 | 3.6% |
| 啤酒 | 山東 | 12.4% | 廣東 | 10.2% | 河南 | 6.7%  | 浙江 | 6.2% | 四川 | 5.8% |
| 紅酒 | 山東 | 41%   | 河南 | 16.9% | 新疆 | 10.5% | --   | --   | --   | --   |

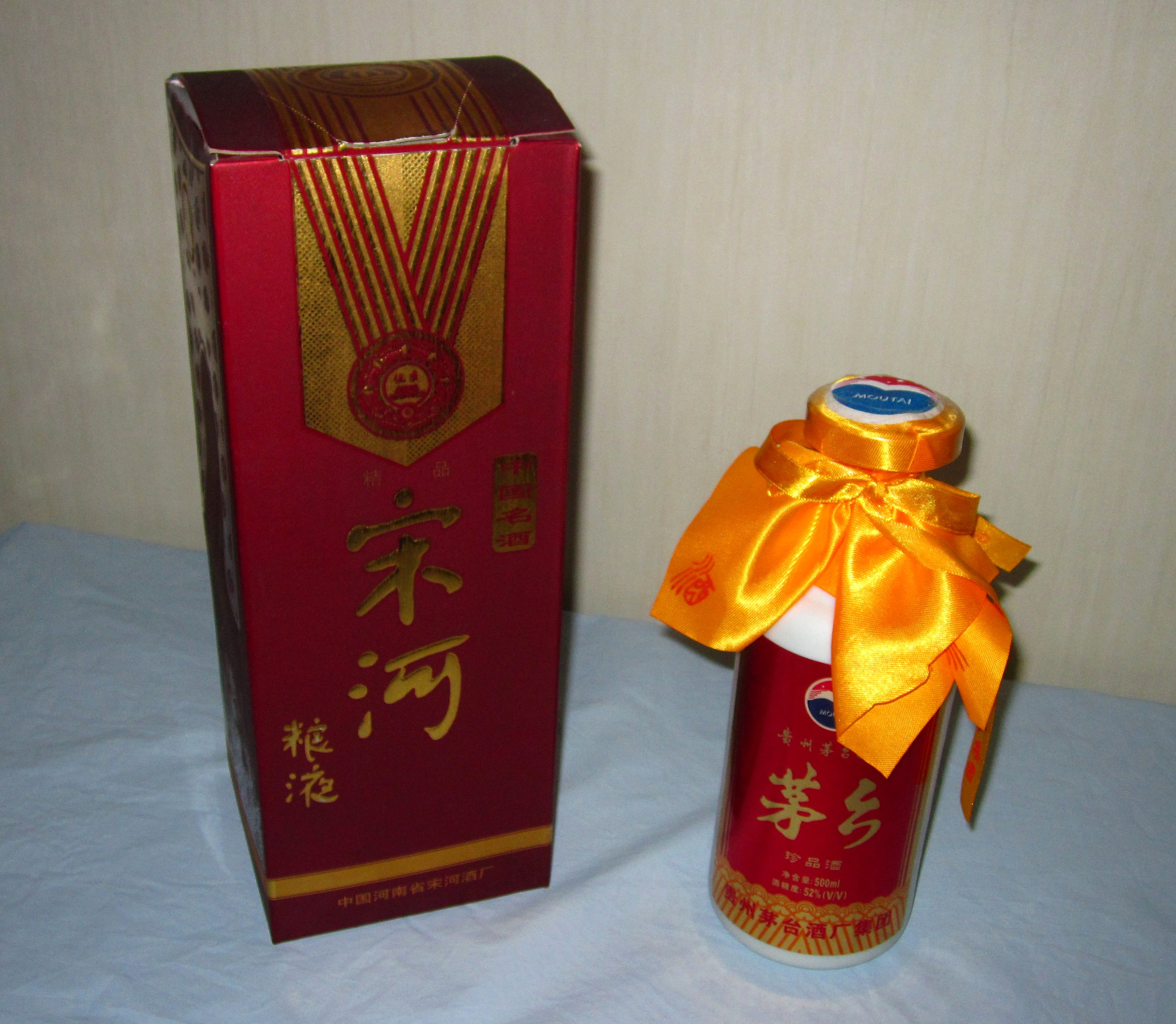
宋河糧液

2018年酒類進口總量237.3萬千升，同比增長51.6%，葡萄酒進口量同比下降7.3%顯示國產化逐漸替代。全國酒類單品批發、零售均價同比分別上漲7.4%和8%。